# مكان للاختباء
مكان للاختباء هو كتاب عام 1971 بشأن حياة، كتبتها كوري تن بوم جنباً إلى جنب مع جون وإليزابيث شيريل.